# 人止關
24°00′29″N 121°06′37″E / 24.007939°N 121.1103661°E

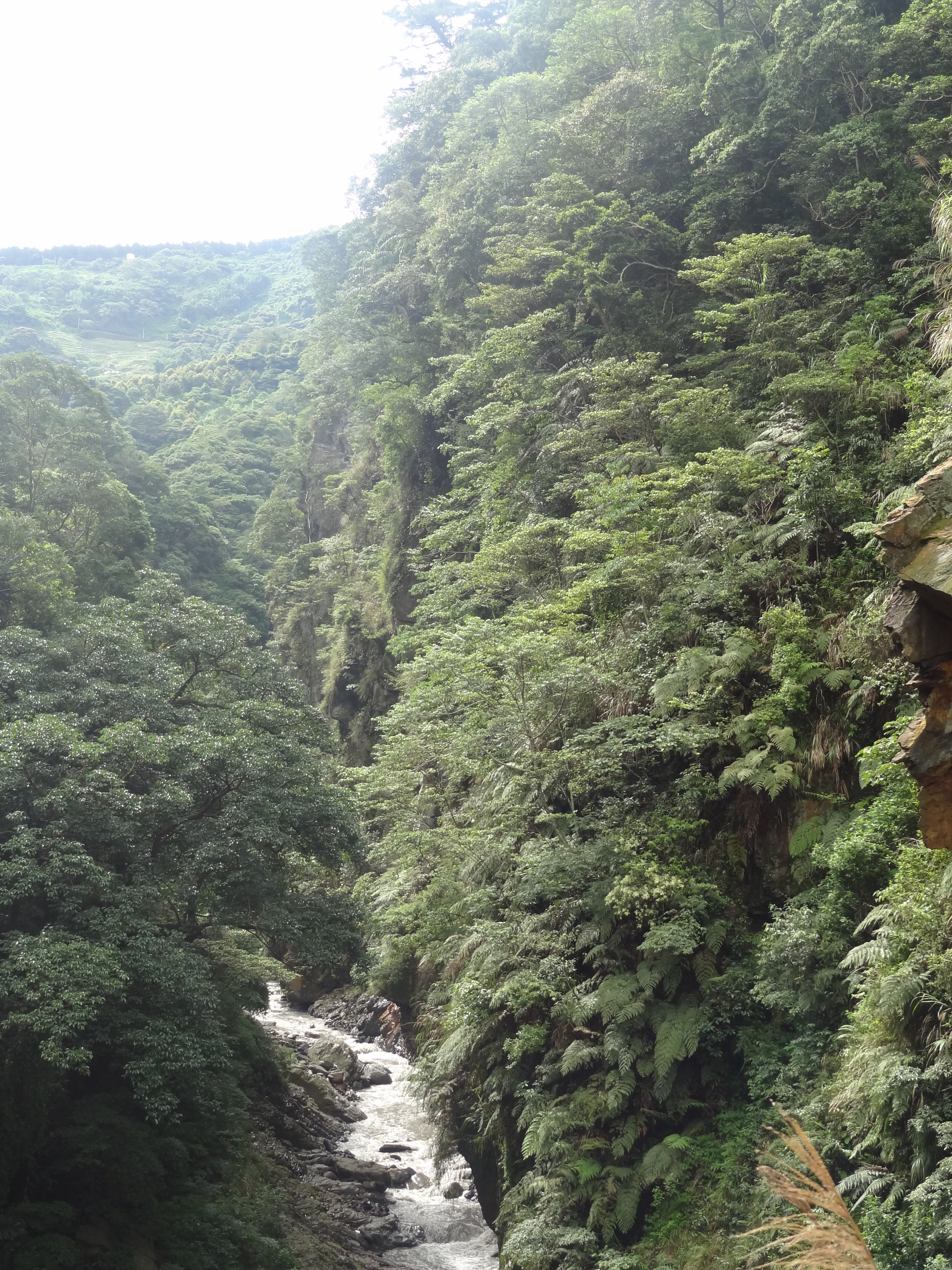
人止關有著地勢天險般的峽谷

人止關，臺灣地名，位於臺14線74.47K，其行政區劃隸屬南投縣仁愛鄉，為埔里通往霧社必經之地。當地因眉溪流經於仁愛橋至大觀橋之河段形成峽谷，地勢自成天險，故於清代令禁漢人上山止步之地而得名「人止關」。日治初期，居住在人止關兩側崖壁上的台灣原住民族賽德克族，為守護自己的領域，倚仗著天險而擊退了日軍，此役為史稱「人止關之役」。現今，人止關成為南投縣境內一處旅遊景點。

## 歷史

### 清領時期
清雍正四年（1726年），水沙連事件發生後，清軍前往鎮壓水沙連社，也將北港生番誘勸歸順，從此清政府治臺版圖不僅擴張到水沙連，也將斗截、致霧、哆羅郎三社劃入版圖，根據研究指出是實際沒有觸及這一帶。清乾隆二年（1738年），致霧三社也被清政府收取番餉，即表示清政府管轄範圍已經觸及於此。清道光十一年（1831年），清政府解除番界（指埔里）禁令，同時於人止關設立番界，禁止漢人上山入內。自此開始，人止關成為漢人與原住民的分野之地，任何交易都得透過平埔族噶哈巫（Kahabu）進行，原住民以物易物的方式取得食鹽、鐵器等日用品，埔里人則藉此可獲得獸皮。

### 日治時期
1895年，日本政府統治臺灣，但霧社山區的原住民依然固守族人自己的傳統領域，乃於1897年發生深堀大尉事件。1901年，由於臺灣總督府沿用清政府的隘勇制度，在埔里蜈蚣崙開始設立隘勇線，並隨即向霧社推進。1902年4月29日，由中村中尉率領的埔里守備隊在人止關與原住民之間爆發人止關之役，當時臺灣總督府仍不知道霧社山區的原住民是哪一族群，事後經過調查才得知。另有版本指出，楊南郡等人認為其事發的背景動機是因為賽德克族人向埔里社辦務署於1899年5月24日埋石立誓，允諾三年之內不會出草獵首。1902年4月29日，誓約即將期滿，近藤勝三郎擔心獵首再現，於是埔里守備隊決定先發制人，由中村中尉率隊前往，因而爆發人止關之役。
散居於人止關兩側崖壁上與山間平緩的腹地有眉溪（Tongan）、西寶（Sipo）、巴蘭（Paran）、荷戈（Hogo）、羅多夫（Drodux）等五社，為守護族人自己的領域，主動建立起協防屏障，並倚仗著人止關的天險優勢，擊退了埔里守備隊正規軍，此役重挫臺灣總督府統治勢力，對霧社山區的原住民展開資源封鎖政策。
1903年，臺灣總督府為突破僵局，利用賽德克族人與鄰近卓社群布農族人之間的矛盾，策劃姊妹原事件（日本官方稱為霧社蕃膺懲事件），使賽德克族人死傷慘重。1905年3月，在獅子頭開始展開「埔里山麓隘勇線前進行動」，以試探性設立一連串隘勇線向霧社推進。由於受到姊妹原事件的衝擊，賽德克族人在資源困境、戰力銳減的雙重交迫下，於該年11月1日和日本人舉行和解式，使臺灣總督府取得對眉溪、西寶、巴蘭、荷戈、羅多夫、卡秋固（Qacuq）、度卡南（Takanan）等七社的控制權。1906年，佐久間左馬太就任臺灣總督後，隨即以理蕃為首要的治臺政策，開始實施五年理蕃計畫，繼續將隘勇線推向霧社。由《霧社地區隘勇線推進圖》可知，將隘勇線由埔里向東推進到霧社，其中由獅子頭經過人止關到霧社，這一段的推進耗時3年。
1930年10月27日，霧社事件發生後，抗日賽德克族人原有意將戰線推向人止關，據李希聖在書中記載，認為是族人怕彼此聯絡不易，隔日便撤退，並直接撤守到馬海濮溪的洞窟內。

## 地理

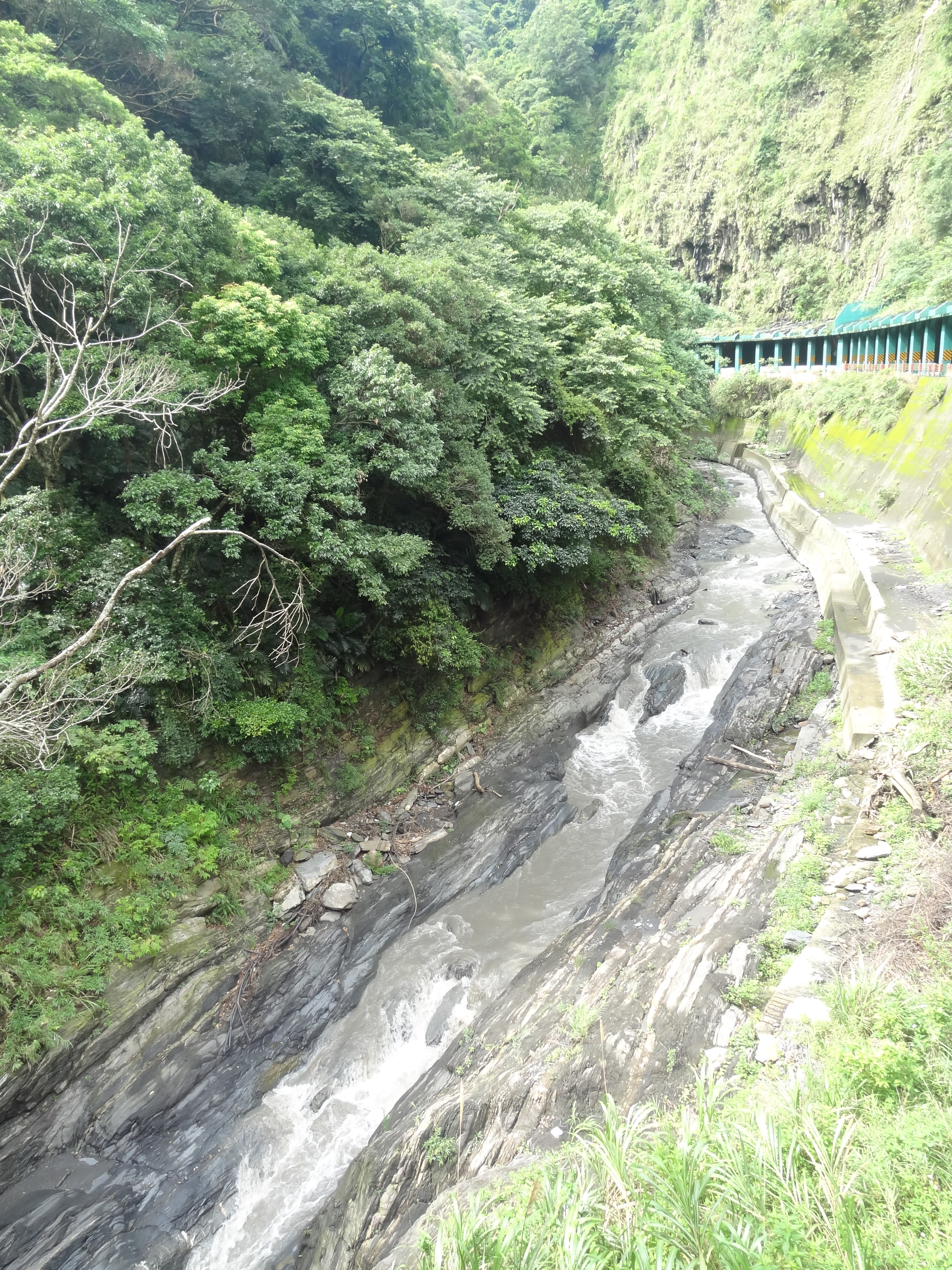
眉溪流經人止關而形成一道狹長深遂的峽谷

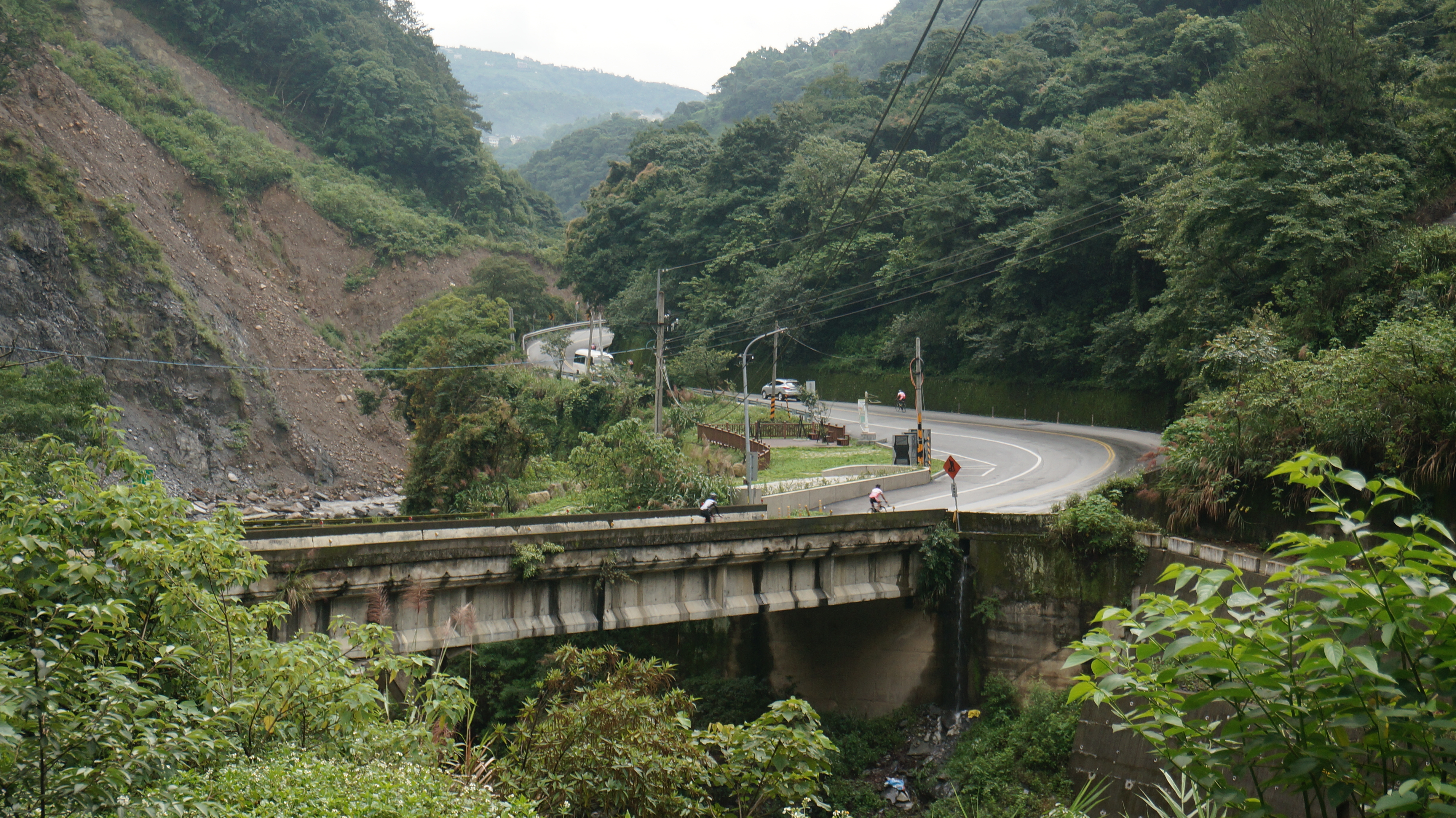
臺14線仁愛橋位於人止關的上游，可見邊坡已有大面積的崩坍

人止關是埔里通往霧社、廬山的路上一處峽谷，位於埔霧公路大觀橋至仁愛橋之間路段，為眉溪自上游流經於此遭遇堅硬的砂岩地質，溪水鑿切出深壑陡直的峭壁，使河道兩岸呈近乎垂直形態的峽谷地形，並在此可見到眉溪砂岩良好的地層剖面。
地質學家陳肇夏在調查埔里和霧社地區的地質，於1976年發表將該地層命名「眉溪砂岩」，其標準地點在眉溪沿埔里至霧社之間的埔霧公路。自北端的蘭陽溪於牛鬥、土場一帶開始向南延伸，厚度約200公尺，途經梨山則厚度約230公尺，直到人止關地帶則已驟增至600公尺以上厚度，為整合於佳陽層以上的地層。眉溪砂岩的岩性主要由層理良好的灰色細粒至粗粒堅硬砂岩和砂岩與黑色硬頁岩的互層組成，夾有薄層炭質頁岩。根據研究，在人止關的眉溪砂岩上覆的廬山層底部砂質板岩中發現少量鈣質超微化石，經鑑定是產於漸新世晚期至中新世早期的年代。
2014年，根據媒體製作《護國土，別再恐龍》專訪節目，由蔡智豪、楊國楨等人率記者前往人止關探勘得知，在仁愛橋上游的邊坡已出現大面積的崩坍，並且繼續在眉溪河道沿臺14線往上游行走，可看到上游的水泥工程都飽受溪水侵蝕與邊坡崩坍而嚴重破損。由仁愛橋那一段峽谷一路向上游走來看到，上游與下游之間的對比，上游河道滿佈水泥塊及夾帶崩塌的岩石，下游到仁愛橋的峽谷已因為崩塌帶來很多岩石而堆積於河道上，如此景象使現場採訪的記者指出，仁愛橋剛好正處於隘口，一旦上游出現地滑、山崩，堆積於河道上的土石便瞬間成為堰塞湖，後果可能就是將仁愛橋給堰塞湖淹沒，或者是被堰塞湖潰決出來的大量溪水挾帶崩塌的土石給沖斷掉，最終會導致來往於埔里、霧社之間的臺14線因此中斷。
事實上，早在2012年6月就已有堰塞湖的紀錄，因為眉溪在人止關這一段受到連日豪雨侵襲下，使溪水暴漲，北岸的邊坡土石不斷崩塌，最終形成長約800公尺，面積約500平方公尺的堰塞湖，對下游的南豐村造成威脅，因此管制仁愛橋，並將南豐村民展開撤離。

## 解
1. ↑  霧社山區的原住民分別是指賽德克族、泰雅族、布農族。賽德克族有德克達雅群（Tgdaya）、都達群（Toda）、德鹿谷群（Turuku）。泰雅族有賽考列克亞族（Squliq）的白狗群、馬力巴群，澤敖列亞族（Ciuli）有眉原群、萬大群。布農族有干卓萬群、武界群、過坑群[8]。

## 外部連結
- 人止關 （页面存档备份，存于），觀光導覽 旅遊景點，仁愛鄉公所。